# Carlos Hugo Christensen
Pour les articles homonymes, voir Christensen.
Carlos Hugo Christensen, né le 15 décembre 1914 à Santiago del Estero et mort le 30 novembre 1999 à Rio de Janeiro, est un réalisateur, scénariste et producteur argentin. 

## Biographie
Carlos Hugo Christensen est d'origine danoise par son père. Il commence à travailler pour les studios Lumiton et se met à tourner de nombreux films.
En 1947, il épouse l'actrice Susana Freyre.
Son film L'Escale du désir est sélectionné au Festival de Cannes 1951, où il obtient le prix de la meilleure photographie.
Il ne travaille pas qu'en Argentine mais aussi au Chili, au Pérou, au Venezuela, et ensuite surtout au Brésil où il s'installe.

## Filmographie partielle
- 1939 : El buque embotellado (es), avec Anita Jordán
- 1940 : El inglés de los güesos (es), avec Arturo García Buhr, María Duval
- 1941 : Águila blanca (es)
- 1942 : Locos de verano (es)
- 1942 : La novia de primavera (es)
- 1942 : Los chicos crecen (es)
- 1942 : Noche de bodas (es)
- 1943 : Safo, historia de una pasión (es), d'après Alphonse Daudet, avec Mecha Ortiz, Mirtha Legrand, Olga Zubarry
- 1943 : Dieciséis años (es)
- 1944 : La pequeña señora de Pérez, avec Mirtha Legrand
- 1945 : Las seis suegras de Barba Azul (es)
- 1945 : La señora de Pérez se divorcia (es)
- 1945 : El canto del cisne (es)
- 1946 : El ángel desnudo (es), d'après Arthur Schnitzler, avec Olga Zubarry
- 1946 : La dama de la muerte (es), d'après Anthony Gilbert, avec Carlos Cores et Judith Sulian
- 1946 : Adán y la serpiente (es), avec Tilda Thamar
- 1947 : Con el diablo en el cuerpo (es)
- 1947 : Los verdes paraísos (es)
- 1948 : Una atrevida aventurita (es)
- 1948 : La muerte camina en la lluvia (es)
- 1948 : Los pulpos (es)
- 1949 : ¿Por qué mintió la cigüeña? (es)
- 1949 : La trampa (es), avec Georges Rigaud
- 1950 : L'Escale du désir (La balandra Isabel llegó esta tarde)
- 1951 : El demonio es un ángel (es)
- 1952 : No abras nunca esa puerta
- 1952 : Si muero antes de despertar (es)
- 1953 : Un ángel sin pudor (es)
- 1953 : Armiño negro (es), avec Laura Hidalgo
- 1954 : María Magdalena (es)
- 1955 : Leonora dos Sete Mares
- 1955 : Mãos Sangrentas (es), avec Fernanda Montenegro
- 1959 : Meus Amores no Rio (es)
- 1960 : Matemática Zero, Amor Dez
- 1960 : Amor Para Três (pt)
- 1962 : Esse Rio Que Eu Amo (pt)
- 1962 : O Rei Pelé (pt)
- 1962 : The Violent and the Damned (pt)  (comme Carl Christensen)
- 1964 : Bossa Nova (es)  (court-métrage documentaire)
- 1965 : Crônica da Cidade Amada (pt)
- 1965 : Viagem aos Seios de Duília (pt)
- 1965 : Curse of the Stone Hand (en)  (comme Hugo Christensen), coréalisé avec Jerry Warren, avec John Carradine
- 1967 : O Menino e o Vento
- 1968 : Como Matar um Playboy
- 1970 : Anjos e Demônios (pt)
- 1971 : Uma Pantera em Minha Cama (pt)
- 1973 : Caingangue (es)
- 1975 : Enigma para Demônios (pt), d'après Carlos Drummond de Andrade
- 1975 : A Mulher do Desejo (pt)
- 1978 : A Morte transparente (pt)
- 1979 : A Intrusa (en), d'après Jorge Luis Borges, avec José de Abreu, Maria Zilda Bethlem
- 1982 : ¿Somos? (es)
- 1996 : A Casa de Açúcar (es), d'après Silvina Ocampo